# Javier Estrada Fernández
Javier Estrada Fernández (Lleida, 27 gennaio 1976) è un arbitro di calcio spagnolo.

## Carriera
È stato convocato come arbitro agli Europei Under-21 2015, dove ha diretto due gare della fase a gironi.